# Carte Rouge
A Carte Rouge – Vörös térkép című magyar dokumentum-játékfilm 2023-ban készült, és 2024 tavaszán mutatták be.

## Történelmi háttér
A trianoni békediktátum igazságtalan és megalázó részletei máig homályosak a világ számára. A kommunista diktatúra évtizedei tudatos elhallgatásának, tiltásának eredményeként a mai fiatal generációk keveset tudnak az első világháborúban győztes antant hatalmaknak erről a gyalázatos ítéletéről. A „szerződés” aláírását megelőző tárgyalásokon a magyar kormányzat mindent megtett az igazságosabb béke érdekében. Gróf Teleki Pál vezetésével magyar tudósok elkészítették a Kárpát-medence etnikai viszonyait híven bemutató, ún. vörös térképet, franciául (a nemzetközi diplomácia akkori hivatalos nyelvén) a Carte Rouge-t, míg Apponyi Albert gróf, a magyar békedelegáció vezetője, 1920. január 16-án kapott lehetőséget a magyar elképzelések bemutatására a győztes nagyhatalmak vezetői előtt a párizsi francia külügyminisztériumban. 
A film 1918-től követi végig az eseményeket, amikor Teleki gróf a bolgár front elvesztése után rájön, szükség lesz egy ilyen térképre. Ezzel már kissé megkésett a magyar vezetés, de érezték fontosságát, különös jelentőségét annak, hogy elkészüljön. Teleki minden követ megmozgatott. Nem volt könnyű dolga, hiszen a fennálló helyzetben rengeteg nehézséggel kellett megküzdenie. Segítségül hívta a kor legfontosabb szakembereit és Popovics Sándor pénzügyminisztert. Apponyi gróf kicsit később kapcsolódott bele a folyamatba, szerepe onnantól vált jelentőssé. A film célja a történet objektív, pátoszmentes elmesélése. 
A térkép aztán 1920-ban különös jelentőséggel bírt a magyar békeküldöttség párizsi tárgyalásai során. Az ország sorsáért felelősséget érző kiemelkedő személyiségek állnak a film középpontjában, akik megpróbáltak mindent megtenni Magyarország egyben tartásáért. Akiket vállalkozásuk reménytelensége sem tántorított el attól, hogy végigjárják az útjukat. Az alkotók nem hősöket, hanem igaz embereket akartak közelebb hozni a mai kor közönségéhez. Szerintük a történelmi filmek a balladák szerepét átvéve segíthetnek a múltbeli traumák társadalmi feldolgozásában. A film szakértők szokványos interjúkban történő megszólaltatása helyett két narrátorral – Reviczky Gábor és Szalóczy Pál – készül. Ők kalauzolják a nézőt, miközben kidolgozott játékfilmes jelenetekkel, archív bejátszásokkal megelevenedik a történet. Reviczky a nemzetközi nagypolitika történéseit ismerteti, míg Szalóczy belső hangként, autentikus forrásokra építve, Apponyi gróf hangján szólal meg, aki visszaemlékezik kicsit később, a történtek után. A filmet szomorkás fricskaként az epilógus zárja, ahol megtudjuk, hogy a gróf Teleki által szerkesztett vörös térképet (Carte Rouge) 1923-ban mint abszolút hiteles dokumentumot, érdemesnek találták az Amerikai Egyesült Államokban való publikálásra…

## Szereplők
- Auerbach István – Gróf Apponyi Albert
- Farkas Viktória - Viktória
- Hegyi Réka
- Kelemen Zoltán - Gróf Teleki Pál
- Pánovics Rajmund - Kogutowicz Károly
- Csuja Imre
- Palotai Zoltán